# Kruk australijski
Kruk australijski (Corvus coronoides) – gatunek dużego ptaka z rodziny krukowatych (Corvidae).
To największy przedstawiciel rodzaju Corvus w Australii i zarazem jeden z 3 gatunków, który nazywany jest powszechnie na tamtym kontynencie krukiem. Jest bardziej smukły niż kruk Corvus corax żyjący na północnej półkuli, choć oba są bardzo podobne. Ma w całości czarne upierzenie, dziób i nogi oraz białą tęczówkę, podobnie jak inne australijskie ptaki z rodzaju Corvus (i niektóre inne zasiedlające wyspy leżące bardziej na północ). Jest wszystkożerny i dobrze przystosował się do życia w mieście – w Sydney i Canberze to popularny ptak.

## Systematyka i nazewnictwo
Kruk australijski został po raz pierwszy opisany przez Nicholasa Aylwarda Vigorsa i Thomasa Horsfielda w 1827 roku. Nazwa naukowa coronoides oznacza „krukokształtny”, z języka greckiego corone/κορονη „kruk” i eidos/ειδος „kształt” lub „forma”. Dwóch badaczy historii naturalnej dostrzegło duże podobieństwo kruka australijskiego do europejskiego czarnowrona (C. corone).
Chociaż jest to kruk, najbliższe pokrewieństwo dzieli z innymi czterema gatunkami australijskich krukowatych. Są to: wrona papuaska, wrona mała, kruk tasmański i kruk mały.
Czasem używa się innych nazw, np. „kruk południowy”, „wrona południowa” lub „Kelly”. Przez rdzenną aborygeńską ludność Eora i Darug, żyjącą w okolicy Sydney, zwany jest „wuganem”.

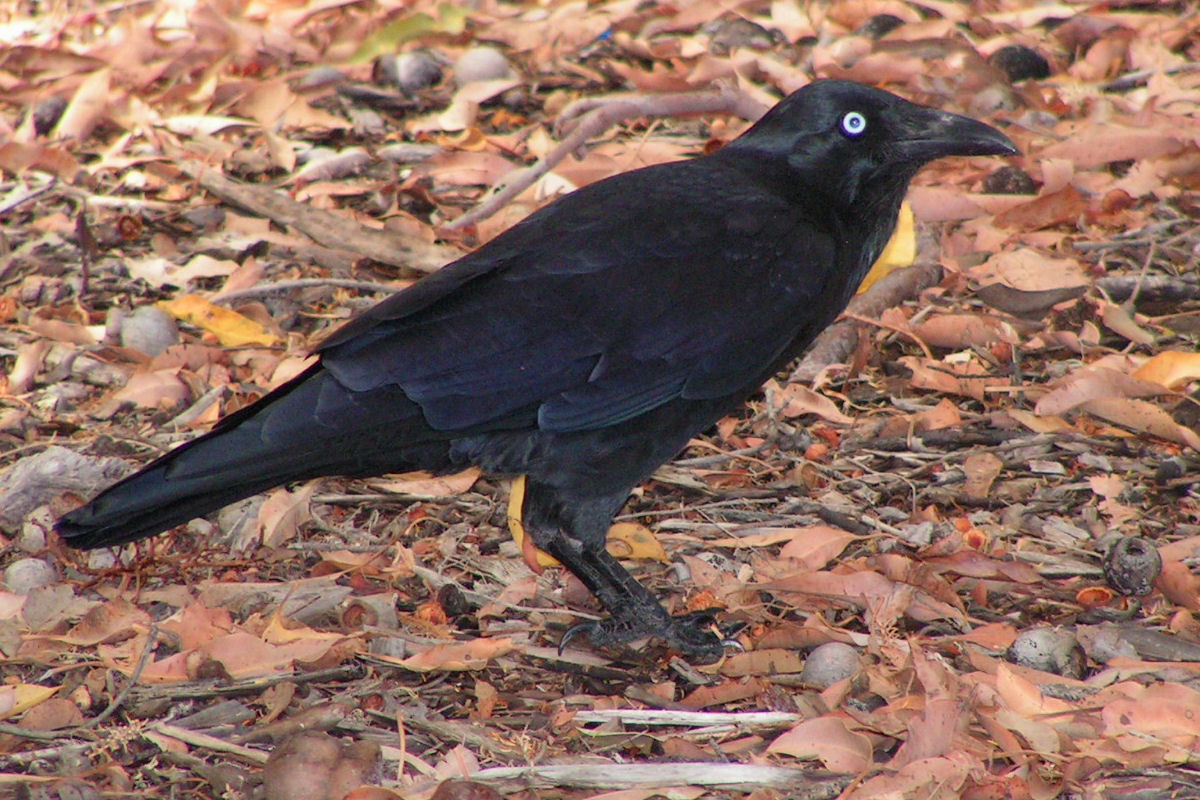
Nowra w Australii

Wyróżnia się dwa podgatunki:
- C. c. coronoides – podgatunek nominatywny, który zamieszkuje całą wschodnią Australię i w okolicach jeziora Eyre.
- C. c. perplexus – występuje od Wielkiej Zatoki Australijskiej po południową Australię i w zachodniej Australii. Areał jest ograniczony na północy Zatoką Rekina i barierą stworzoną przez australijski scrub typu mulga i eukaliptusy.

## Charakterystyka

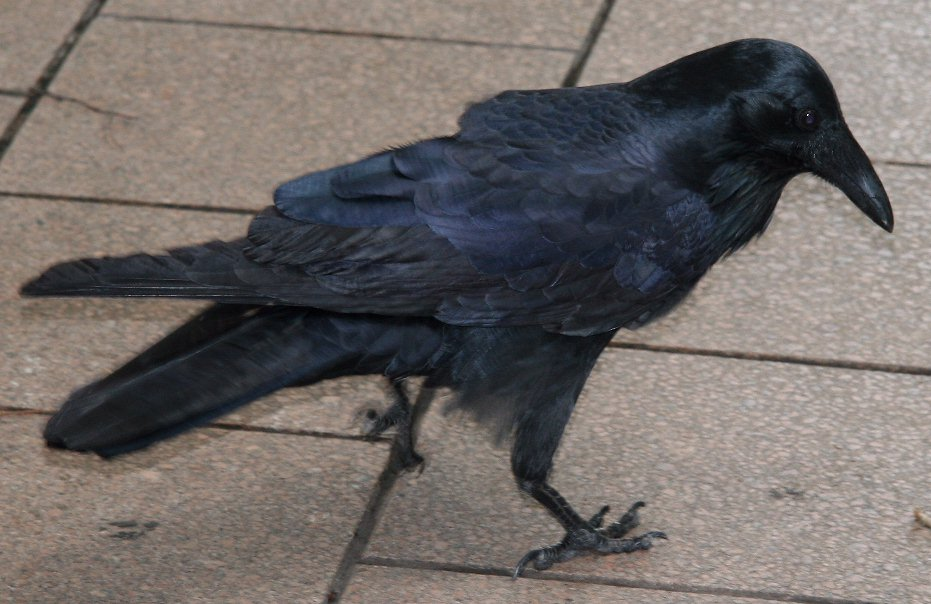
Osobnik młodociany z ciemnymi oczami

Mierzy 46–53 cm długości i ma 100 cm rozpiętości skrzydeł. Waży około 650 g. Dorosły kruk australijski jest w całości czarny, takiej barwy są też nogi i dziób. Tęczówka jest biała. Ubarwienie ma niebiesko-fioletowy lub niebiesko-zielony połysk, pióra na pokrywach usznych mienią się na zielono (kolor zależy od intensywności światła). Spodnia część ciała nie ma połyskliwych piór. Upierzenie na gardle jest dłuższe niż u innych gatunków. Kruka australijskiego można rozróżnić od innych podobnych australijskich gatunków po szarej podstawie piór (u innych ptaków jest biała). Osobniki młodociane przypominają z wyglądu dorosłe, ale mają ciemne oczy, krótsze pióra na gardle, a czasem widać u nich różowe, połyskujące tłusto wnętrze dzioba.
Terytorialny okrzyk kruka australijskiego to przeciągliwe, wysokie ah-ah-aaaah z ostatnim wydłużonym tonem. Wykorzystuje ten odgłos do komunikacji z innymi osobnikami, które znajdują się w pobliżu. Identyfikacja kruka po głosie jest najprostszym sposobem rozróżnienia go od pięciu innych podobnych do siebie z wyglądu gatunków.

## Występowanie
Kruk australijski jest szeroko rozpowszechniony we wschodniej i południowo-wschodniej Australii oraz południowej części Australii Zachodniej (populacje są połączone wąskim pasem przebiegającym przez nizinny Nullarbor Plain), ale nie spotyka się go w północnej części kontynentu.
Ptak bardzo dobrze zaadaptował się do ludzkich siedlisk w niektórych miastach – powszechnie występuje w Melbourne, Sydney i na wyspie Rottnest.

## Zachowanie
Na obszarach wiejskich pojedyncze pary i ich lęgi zajmują około 1 km² terytorium, podczas gdy na terenach zurbanizowanych występują 10 razy liczniej (wynika to z łatwiej dostępnego tam pokarmu).

### Pożywienie
W diecie znajduje się padlina, owady, nasiona, owoce, małe gady, pisklęta i jaja. Udział poszczególnych elementów pokarmu to 34% padliny, 42% bezkręgowców i 24% składników roślinnych. Jedzenie znajduje głównie na ziemi, ale czasami karmi się też na drzewach. Kruki australijskie dobrze przystosowały się do jedzenia wyrzuconych resztek i odpadków w miejskich warunkach, np. na szkolnych placach zabaw. Doniesiono o przypadku, gdzie kruk wyjada nektar z kwiatów eukaliptusa.

### Okres lęgowy
Okres reprodukcji przypada na lipiec – sierpień. Kruki zawsze gnieżdżą się na wysokich drzewach, nigdy nie blisko gruntu, co zdarza się u innych gatunków. Gniazda są przeważnie duże i chaotycznie zbudowane. Gałęzie, które je budują, są ułożone w kształcie miski lub stanowią platformę wypełnioną trawą, korą i piórami. W lęgu znajduje się 3–6 jaj, choć samica składa zwykle 4–5. Mierzą 45 na 30 mm. Jaja są bladozielono lub niebieskawo-zielono plamkowane z ciemniejszymi oliwkowymi, brązowymi i czarnymi kropkami. Samica sama wysiaduje jaja przez około 20 dni. W ciągu roku jest wyprowadzany jedynie jeden lęg. Pisklęta pierzą się w ciągu 45 dni i pozostają z rodzicami przez kolejne 4 miesiące.

## Związki z człowiekiem
Kruki australijskie są często obwiniane o straty czynione w hodowlach młodych jagniąt. Obserwacje ornitologiczne poczynione na obszarach wiejskich na południowym wschodzie wykazały, że kruki rzadko zabijają zdrowe jagnięta, a celem ich ataków są głównie zwierzęta chore.

## Status
IUCN uznaje kruka australijskiego za gatunek najmniejszej troski (LC – Least Concern). Liczebność populacji nie została oszacowana, ale ptak ten opisywany jest jako pospolity. Trend liczebności uznawany jest za wzrostowy ze względu na rozwój rolnictwa i urbanizację.